# ASD Gallaratese
ASD Gallaratese (wł. Associazione Sportiva Dilettantistica Gallaratese) – włoski klub piłkarski, mający siedzibę w mieście Gallarate, w północnej części kraju, działający w latach 1909–2018.

## Historia
Chronologia nazw:
- 1909: Società Ginnastica Gallaratese
- 1933: Associazione Calcio Gallaratese
- 1935: Società Ginnastica Gallaratese
- 1995: klub rozwiązano – po sprzedaży tytułu sportowego klubowi Pro Patria
- 1998: Società Ginnastica Gallaratese Associazione Sportiva Dilettantistica
- 2010: klub odkupił tytuł sportowy od Saronno
- 2013: klub rozwiązano
- 2016: Associazione Sportiva Dilettantistica Gallaratese
- 2018: klub rozwiązano – po sprzedaży tytułu sportowego klubowi USC Crennese

Sekcja piłkarska klubu sportowego SG Gallaratese została założona w miejscowości Gallarate w lutym 1909 roku po zorganizowaniu na swoim boisku meczu towarzyskiego Ausonia-Internazionale (2:2). Początkowo zespół brał udział w lokalnych turniejach towarzyskich. W 1912 dołączył do FIGC i w sezonie 1912/13 debiutował w rozgrywkach Terza Categoria Lombardia (D3). W następnym sezonie zespół nie brał udziału w żadnych mistrzostwach, a w sezonie 1914/15 startował w Promozione Lombardia (D2), ale potem z powodu I wojny światowej klub zawiesił swoją działalność. 
Po zakończeniu I wojny światowej klub w sezonie 1919/20 kontynuował występy w Promozione Lombardia. W kolejnym sezonie 1920/21 zespół zrezygnował z mistrzostw. 24 lipca 1921 roku, podczas zgromadzenia na którym przedstawiono Projekt Pozzo, plan reformy mistrzostw, który przewidywał zmniejszenie mistrzostw Pierwszej Dywizji Północnej do zaledwie 24 uczestników w porównaniu z 64 uczestnikami mistrzostw sezonu 1920/21, 24 największe włoskie kluby odłączyli się od FIGC, tworząc federację (CCI) i mistrzostwo (Prima Divisione, znane również jako Torneo delle 24). Klub zdecydował się pozostać w szeregach FIGC, zajmując w sezonie 1921/22 drugie miejsce w grupie C Promozione Lombardia. Przed rozpoczęciem sezonu 1922/23 ze względu na kompromis Colombo dotyczący restrukturyzacji mistrzostw, klub został zakwalifikowany do Terza Divisione Lombardia (D3). Po wprowadzeniu w 1926 roku Divisione Nazionale poziom Terza Divisione został zdegradowany do czwartego stopnia. W 1927 zdobył awans do Seconda Divisione Nord, a w 1928 otrzymał promocję do Prima Divisione wskutek zwiększenia ilości drużyn w lidze. W sezonie 1929/30 po podziale najwyższej dywizji na Serie A i Serie B poziom Prima Divisione został zdegradowany do trzeciego stopnia. W 1933 klub przyjął nazwę AC Gallaratese, ale w 1935 wrócił do nazwy SG Gallaratese. W sezonie 1935/36 jako trzeci poziom została wprowadzona Serie C, a klub został zakwalifikowany do grupy B Serie C. W trzeciej lidze występował do 1943 roku, aż do rozpoczęcia działań wojennych na terenie Włoch w czasie II wojny światowej, wskutek czego mistrzostwa 1943/44 zostały odwołane. W 1944 brał udział w wojennych mistrzostwach Torneo Misto Serie C-Prima Divisione, organizowanych przez Direttorio II Zona (Lombardia).
Po zakończeniu II wojny światowej, klub wznowił działalność w 1945 roku i został zakwalifikowany do Serie B-C Alta Italia. W 1946 klub awansował do Serie B. W 1948 roku w wyniku reorganizacji systemu lig został zdegradowany do Serie C. W 1952 po kolejnej reorganizacji systemu lig klub spadł do IV Serie, która w 1957 została przemianowana na Campionato Interregionale, a w 1959 na Serie D. W 1972 zespół spadł do Promozione Lombardia, a w 1976 na rok został zdegradowany do Prima Categoria Lombardia. Przed rozpoczęciem sezonu 1978/79 Serie C została podzielona na dwie dywizje: Serie C1 i Serie C2, wskutek czego Promozione została obniżona do szóstego poziomu. W 1981 roku klub otrzymał promocję do Campionato Interregionale (D5), a w 1986 wrócił do Promozione. W 1990 ponownie awansował do Campionato Interregionale, a w 1991 spadł do Eccellenza Lombardia. W 1994 klub awansował do Campionato Nazionale Dilettanti. W następnym sezonie zdobył promocję do Campionato Nazionale Dilettanti. W sezonie 1994/95 zwyciężył w grupie B Campionato Nazionale Dilettanti i otrzymał promocję do Serie C2. Jednak potem klub zrezygnował z dalszych występów i po sprzedaży tytułu sportowego klubowi Pro Patria został rozwiązany.
W 1998 roku klub został reaktywowany z nazwą SG Gallaratese ASD, zaczynając od najniższego szczebla w Terza Categoria Varese (D10). W 2000 zespół awansował do Seconda Categoria Lombardia, a w 2001 do Prima Categoria Lombardia (D8). W 2003 został promowany do Promozione Lombardia, a w 2004 otrzymał awans do Eccellenza Lombardia. W 2008 spadł z powrotem do Promozione Lombardia. W 2010 klub odkupił tytuł sportowy od Saronno i zastąpił go w sezonie 2010/11 w Serie D. W 2012 został zdegradowany do Eccellenza Lombardia, ale dobrowolnie kolejny sezon 2012/13 rozpoczął w Promozione Lombardia. Latem 2013 klub zrezygnował z dalszych występów i znów został rozwiązany.
Przed rozpoczęciem sezonu 2016/17 klub ponownie został odrodzony z nazwą ASD Gallaratese. Po zwycięstwie w grupie A Terza Categoria Varese, awansował do Seconda Categoria Legnano. W sezonie 2017/18 zajął 5.miejsce w grupie M Seconda Categoria Legnano. Latem 2018 sprzedał tytułu sportowego klubowi USC Crennese, po czym został rozwiązany.

## Barwy klubowe, strój
|  |  |

Klub ma barwy niebiesko-białe. Zawodnicy domowe spotkania zazwyczaj grają w niebieskich koszulkach, białych spodenkach oraz niebieskich getrach.

## Sukcesy

### Trofea międzynarodowe
Nie uczestniczył w rozgrywkach europejskich (stan na 31-05-2020).

### Trofea krajowe
| \| \| Zdobyte trofea w rozgrywkach Włoch (stan na: 31-08-2020) \| |                                                          |      |                       |
| Rozgrywki                                                         | Osiągnięcie                                              | Razy | Sezon(y)              |
| · Mistrzostwo                                                     | I miejsce                                                | 0    |                       |
| · Mistrzostwo                                                     | II miejsce                                               | 0    |                       |
| · Mistrzostwo                                                     | III miejsce                                              | 0    |                       |
| · Puchar                                                          | zdobywca                                                 | 0    |                       |
| · Puchar                                                          | finalista                                                | 0    |                       |
| II liga                                                           | I miejsce                                                | 0    |                       |
| II liga                                                           | II miejsce                                               | 1    | 1921/22 (C Lombardia) |
| II liga                                                           | III miejsce                                              | 0    |                       |
| Włochy                                                            | Zdobyte trofea w rozgrywkach Włoch (stan na: 31-08-2020) |      |                       |

- Terza Categoria/Seconda Divisione Nord (D3):
  - mistrz (1x): 1924/25 (A Lombardia)
  - wicemistrz (2x): 1922/23 (F Lombardia), 1923/24 (C Lombardia)
  - 3.miejsce (3x): 1912/13 (B Lombardia), 1924/25 (semifinale A Lombardia), 1927/28 (B)

## Piłkarze, trenerzy, prezydenci i właściciele klubu

### Prezydenci
...
- 2016–2018:  Ciro Intermite

## Struktura klubu

### Stadion
Klub piłkarski rozgrywa swoje mecze domowe na Campo Sportivo "Maino" w mieście Gallarate o pojemności 1 tys. widzów.

### Derby
- Varese Calcio
- Aurora Pro Patria 1919
- FBC Saronno 1910
- Novara Calcio
- AC Magenta
- Seregno Calcio
- Como 1907